# John Edward Brownlee enquanto Procurador-Geral de Alberta

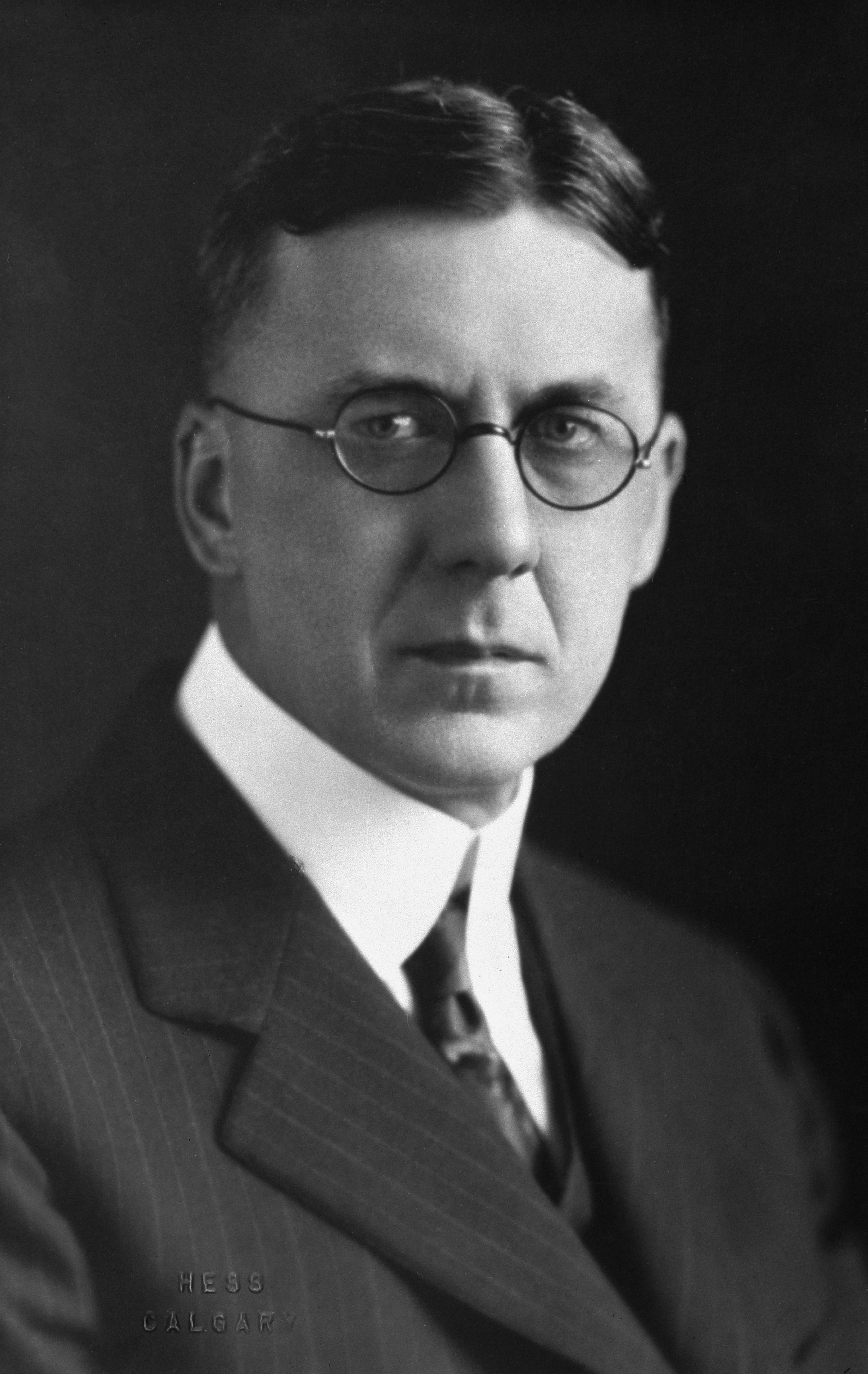
John Edward Brownlee

John Edward Brownlee serviu como procurador-geral da província de Alberta, no oeste do Canadá, de 1921 a 1926, no governo de Herbert Greenfield, da United Farmers of Alberta (UFA). Como Brownlee era o único advogado de uma bancada formada quase inteiramente por fazendeiros, seu papel se estendeu além das expectativas tradicionais de um procurador-geral e variou da assessoria jurídica à explicação sobre como escrever uma carta comercial. Também se tornou o líder de fato do governo na Assembleia Legislativa de Alberta.
Os membros da UFA detinham posições políticas amplamente divergentes, e Brownlee rapidamente se identificou com a facção conservadora do governo. Ele se opôs a mudanças radicais na estrutura governamental e pediu parcimônia nos gastos públicos. Como parte das tentativas do governo de equilibrar seu orçamento, Brownlee favoreceu a venda de suas ferrovias deficitárias e a conclusão de um acordo com o governo federal para dar a Alberta controle sobre seus recursos naturais. No entanto, não teve sucesso em ambos enquanto procurador geral. Como membro de um governo de agricultores, também esteve envolvido em tentativas de aliviar a pobreza induzida pela seca no sul de Alberta e em investigações sobre o estabelecimento de uma reserva provincial de trigo.
Os membros da Assembléia Legislativa (MLAs) da UFA começaram a ver Brownlee como um líder melhor do que o indeciso Greenfield. Um grupo deles tentou forçar Greenfield a renunciar em favor de Brownlee. Embora Brownlee se opusesse a essas tentativas, inicialmente ameaçando renunciar se Greenfield o fizesse, acabou sendo persuadido a aceitar o cargo de primeiro-ministro se Greenfield cedesse de bom grado. Brownlee se tornou premier em 23 de novembro de 1925.

## Contexto
Brownlee iniciou sua carreira jurídica em Calgary e a UFA era um dos principais clientes de sua empresa. Um dos projetos que empreendeu foi a criação da United Grain Growers (UGG), de cuja divisão de títulos se tornou gerente geral em 1919.  Também viajou por Alberta com o presidente da UFA Henry Wise Wood respondendo às perguntas legais dos membros da UFA enquanto Wood falou sobre a política e o movimento dos agricultores. Embora Brownlee não estivesse inicialmente interessado nas atividades políticas da UFA, isso mudou através de sua associação com  Wood e o líder do Partido Progressista do Canadá, Thomas Crerar.
Até 1919, as atividades políticas da UFA limitavam-se a advocacia, mas naquele ano decidiu apresentar candidatos nas eleições provinciais de 1921.. Apesar do crescente interesse de Brownlee na política, ele não se via como parte do ramo político da UFA e não concorreria como candidato. De fato, estava de férias em Victoria, Colúmbia Britânica, durante a maior parte da campanha.
A UFA disputou a eleição sem um líder de modo que, quando obteve 38 dos 61 assentos na Assembleia Legislativa de Alberta, não sabia quem recomendaria para formar um governo como Premier de Alberta. Wood não estava interessado e sugeriu que Brownlee assumisse a posição, para surpresa do último Brownlee não acreditava que, como um urbanista e advogado, seria aceitável para o comitê rural da UFA, e declinou da posição que foi para Herbert Greenfield.

## Entrada no gabinete e legislatura
Embora os MLAs da UFA não estivessem dispostos a aceitar um não-agricultor como primeiro-ministro, muitos deles perceberam que o cargo de procurador-geral deveria ir para um advogado. Outros estavam menos convencidos, e Brownlee foi convidado para discursar na convenção da UFA. Ele reconheceu que não havia nenhum requisito constitucional na questão, mas informou que um procurador geral não-advogado seria totalmente dependente do conselho dos advogados em sua equipe. Com a convenção convencida, Greenfield pediu a Brownlee que aceitasse a posição. Brownlee hesitou, relutante em receber o corte de renda resultante, não ansioso para deixar sua família em Calgary para trabalhar em Edmonton (capital da província), e desconfiado das altas expectativas investidas no novo governo pelos fazendeiros da província. Em última análise, uma combinação de dever, lealdade e ambição o convenceu a aceitar a posição. Embora a escolha dos ministros de gabinete seja tradicionalmente a prerrogativa do primeiro-ministro, como parte da agenda de reforma democrática da UFA, Greenfield concordou em apresentar suas escolhas ao comitê para a habilitação. Brownlee foi aprovado em 11 de agosto de 1921 e foi empossado dois dias depois.
Nem ele nem Greenfield tinham concorrido como candidato nas eleições e nenhum dos dois era membro da legislatura.Percival Baker, membro da UFA eleito por Ponoka, morrera no dia da eleição, abrindo um assento para um deles. Um segundo assento, Peace River, ficou disponível quando Donald MacBeth Kennedy renunciou para concorrer nas eleições federais de 1921. Greenfield parecia um candidato mais razoável para aquela cavalgada acidentada do norte do que o advogado urbano Brownlee, e assim este foi aclamado como o MLA de Ponoka em 9 de dezembro de 1921.

## Assessor do governo

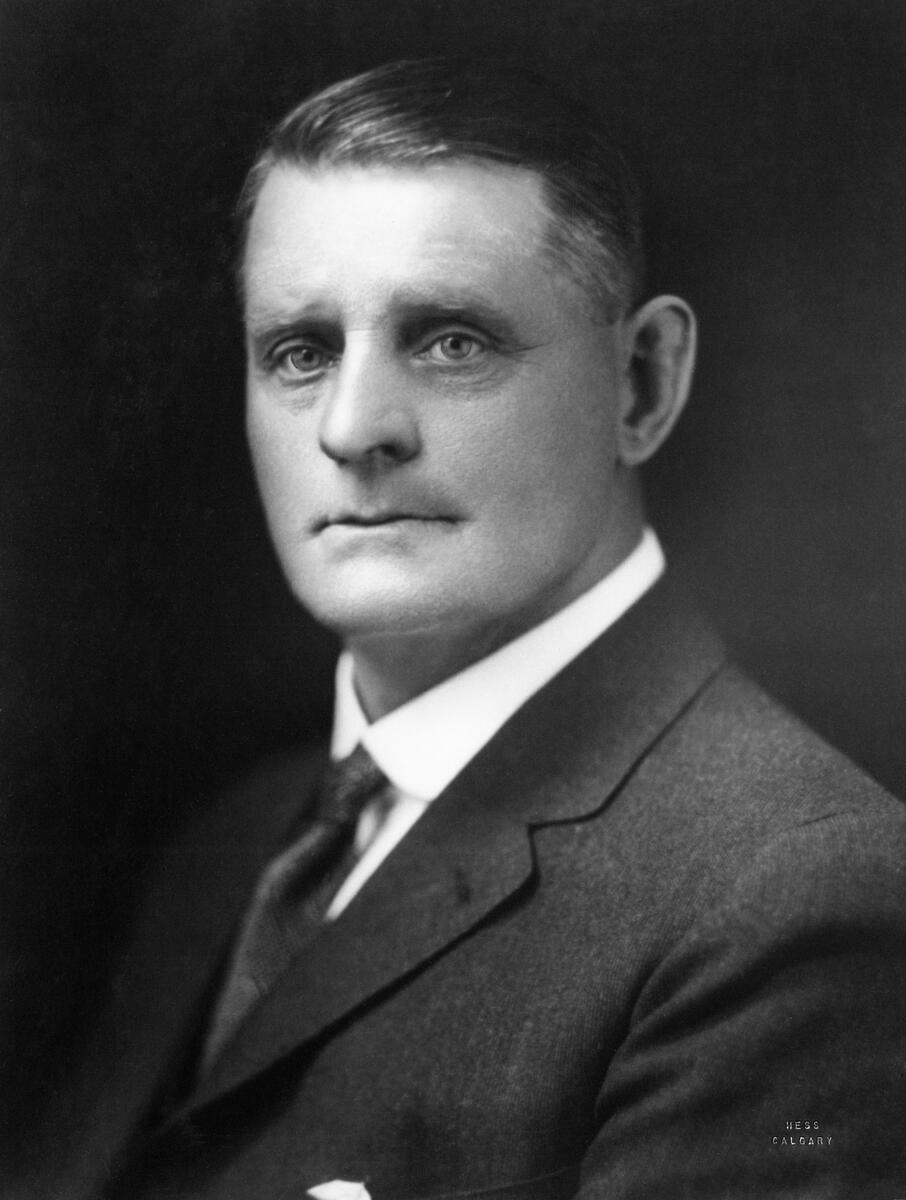
O conselho de Brownlee foi inestimável para o Premier Herbert Greenfield.

Brownlee era o único advogado em um governo composto principalmente por fazendeiros, e o resto do gabinete se baseou em sua perícia. Sua confiança nele se estendia além de questões legais para assuntos como escrever uma carta comercial. Greenfield estava entre os mais dependentes e encaminhou as questões mais controversas para seu procurador-geral por uma proposta de resposta - Greenfield assinou o rascunho e o enviou sem alterações. O premier acabou confiando em Brownlee tão fortemente que Brownlee estabeleceu a agenda para as reuniões do gabinete. O governo também contou com Brownlee na legislatura, onde se viu sob ataque implacável dos liberais liderados por John R. Boyle. Brownlee teve a mais ampla experiência de debate dos membros da UFA e ele foi cada vez mais chamado para combater esses ataques. O seu discurso inaugural era típico dele: "Cheguei a esta assembleia com uma trepidação considerável, porque sabia que, do lado oposto, estariam os antigos gigantes desta Casa, homens com capacidade, experiência e perícia. Desde que cheguei, ouvi todos esses homens - dando o melhor de si - e agora eu coro com a minha própria modéstia ".
Quando Greenfield fez uma pergunta difícil na legislatura, ele muitas vezes se inclinou para Brownlee, seu colega de assento, que lhe forneceu uma resposta à vista da legislatura. Muitos membros da UFA acharam esta prática humilhante. A importância de Brownlee para o governo na legislatura foi ilustrada por um incidente em 1922. Brownlee estava de férias em Victoria durante uma sessão especial da legislatura. Embora sua presença fosse geralmente considerada crucial, o único item de negócios programado para a sessão era incontroverso e passado por uma larga margem. No entanto, uma vez que este item foi dispensado, alguns membros reclamaram que o pagamento de C $ 100 que receberiam pela sessão especial era muito baixo. Greenfield apresentou uma moção para dobrá-lo e o montante foi aumentado para US $ 250 em comissão. Numa época em que muitos agricultores ganhavam menos de US $ 250 por ano, a mudança custou caro à UFA aos olhos de seus defensores.. Muitos MLAs da UFA sugeriram em particular que o incidente teria sido evitado se Brownlee estivesse presente. Em outra ocasião, em 1924, Brownlee estava ausente da legislatura devido a doença. Boyle telefonou-lhe para assegurar-lhe que ele poderia ficar tranqüilo, já que os liberais não levantariam problemas difíceis em sua ausência. Enquanto Brownlee apreciava o gesto, todos os envolvidos reconheceram isso como uma admissão de que o governo estava desamparado na legislatura sem seu homem forte.
O trabalho de Brownlee como MLA se estendeu para além da legislatura. Ele deu muita atenção à correspondência de seus eleitores, especialmente aqueles que alegavam tratamento inadequado no hospital psiquiátrico de Ponoka. Ele se preparou completamente para palestras em sua equitação, tentando antecipar todas as possíveis perguntas. Estas medidas foram refletidas em seu apoio na equitação em grande parte rural, onde o advogado de Calgary se tornou um popular e respeitado MLA.

## Defensor do conservadorismo
Muitos dos membros eleitos da UFA adotaram doutrinas políticas radicais calculadas para transformar o governo provincial. Brownlee rapidamente se identificou com a facção conservadora do caucus. Na reunião que aprovou sua nomeação, pôs fim à discussão sobre se as indicações para os juízes da paz deveriam vir dos locais da UFA ou de seu comitê político central, afirmando que elas continuariam a ser tratadas pelo escritório do Procurador Geral. Mais tarde, muitos MLAs da UFA argumentaram que apenas as moções explicitamente declarando falta de confiança no governo deveriam ser tratadas como moções de desconfiança. Eles estavam preocupados que os defensores do governo que discordassem sobre uma questão específica pudessem ser pressionados a se abster de votar em suas consciências em moções, como contas de dinheiro, que eram convencionalmente consideradas testes de confiança do governo. Brownlee advertiu estes MLAs que, independentemente de suas crenças, o vice-governador de Alberta estava livre para pedir a renúncia do governo a qualquer momento ele considerou que faltava ou não merecia a confiança do legislador. Apesar dessa advertência, John Russell Love e Alex Moore, da UFA, propuseram uma resolução na legislatura que mudava a convenção. A proposta atraiu a atenção de todo o Canadá. R. B. Bennett aconselhou Brownlee, seu ex-funcionário, a advertir Moore e Love que era inconstitucional e exigir que eles o retirassem. Brownlee estava relutante em fazê-lo, já que uma proposta semelhante fizera parte da plataforma eleitoral da UFA e, em vez disso, movia alterações bem-sucedidas, enfraquecendo a moção para uma vaga "declaração de intenções"..
Brownlee se confrontou novamente com os elementos radicais da UFA sobre a questão de um banco provincial. Os escritos de C. H. Douglas, defendendo um sistema econômico que ele chamou de crédito social, estavam chamando atenção em Alberta, e seus adeptos incluíam muitos membros da UFA. Liderados por George Bevington, eles patrocinaram uma resolução na convenção da UFA em janeiro de 1923 pedindo a criação de um banco de propriedade do governo. Após a introdução de Bevington, o suporte para a resolução foi alto. Brownlee esfriou o entusiasmo com um discurso de seus próprios delegados de alerta de que a carga da dívida de Alberta não poderia administrar os programas que Bevington propôs que um banco provincial deveria empreender. Mesmo assim, a convenção aprovou uma resolução pedindo ao governo provincial que solicitasse uma carta bancária do governo federal, responsável pela operação bancária sob a Lei Britânica da América do Norte de 1867. Por recomendação de Brownlee, o governo de Greenfield fechou uma comissão sob a liderança do economista da Universidade de Alberta, D. A. MacGibbon, que recomendou fortemente contra o estabelecimento de um banco provincial. Isso espelhou a própria conclusão de Brownlee, obtida depois de investigar bancos estatais na Nova Zelândia e em New South Wales. Na convenção da UFA em 1924, Bevington e seus seguidores reafirmaram suas exigências. Brownlee respondeu apontando as descobertas da comissão MacGibbon e sua alegação de que a proposta era inconstitucional e iria levar à falência a província. Nisso ele foi apoiado por Henry Wise Wood, a quem Bevington estava desafiando para a presidência da UFA. Brownlee propôs, em vez disso, que as agências do Tesouro do governo deveriam começar a aceitar depósitos.
Brownlee também defendeu uma abordagem conservadora em questões orçamentárias. O governo da UFA herdou um grande déficit orçamentário, e Brownlee estava insatisfeito com os esforços iniciais de Greenfield em reduzi-lo. Em 1922, ele advertiu o premier que, a menos que o governo cortasse drasticamente os gastos, ele teria dificuldade em defender sua política fiscal na sessão legislativa daquele ano. Em 1924, insatisfeito com a resposta de Greenfield, ele fez um exemplo de seu próprio departamento, cortando funcionários e adotando uma abordagem rigorosa dos gastos. Em 1923, ele encontrou um aliado para sua posição no novo tesoureiro provincial Richard Gavin Reid, que impressionou em seus colegas de gabinete a necessidade de economia e recomendou a criação de um departamento de compras para coordenar os gastos do governo.

## Caminhos de ferro e recursos naturais
A situação financeira precária da província deveu-se em parte a seus gastos anuais de US $ 5 milhões com ferrovias, compreendendo 37% do orçamento de 1922. Essas despesas resultaram do colapso de quatro sindicatos de ferrovias pequenas, que deixaram o governo para financiar a construção de ferrovias. Brownlee acreditava que essas linhas, a maior das quais era a linha Edmonton, Dunvegan e British Columbia (ED & BC), deveriam ser vendidas para a Canadian National Railway ou para a Canadian Pacific Railway. Embora nenhum dos dois estivesse interessado em comprar as linhas, em 1925 ambos expressaram interesse em alugar o ED & BC. No entanto, o Royal Bank of Canada, que detinha a hipoteca da ED & BC, recusou-se a concordar com qualquer contrato de arrendamento, a menos que o governo de Alberta tenha resgatado suas ações na ferrovia como garantia da hipoteca. Brownlee estava inclinado a concordar com o ministro das Ferrovias Vernor Smith que o governo deveria comprar a hipoteca do Royal Bank e se tornar o proprietário e operador da linha, mas Greenfield foi resistente a esta abordagem e resolução da questão das ferrovias teve que esperar até Brownlee foi premier.
Brownlee também foi ativo em questões de recursos naturais. Alberta, juntamente com Saskatchewan e Manitoba, havia sido admitida na Confederação sem ter o controle sobre seus recursos naturais que as províncias mais antigas desfrutavam sobre as suas. Embora o governo federal fornecesse uma concessão compensatória em vez de direitos de recursos, Alberta buscava controle sobre os recursos não apenas porque acreditava que isso renderia receitas maiores do que a doação, mas por puro orgulho. Em 1920, o Primeiro Ministro Arthur Meighen comprometeu o governo federal em princípio a transferir direitos de recursos - só faltava discutir os termos. Alberta, embora disposta a abrir mão do subsídio anual, queria uma indenização por parte da terra e recursos previamente concedidos pelo governo federal a interesses privados, incluindo 6.400.000 hectares de terras concedidas a companhias ferroviárias orientais, arrendamentos de minerais que privaram o governo. de royalties para mais da metade das 6.000.000 de toneladas curtas (5.400.000 t) de carvão extraído anualmente de Alberta, e diversas áreas com potencial hidrelétrico que foram cedidas a empresas privadas.

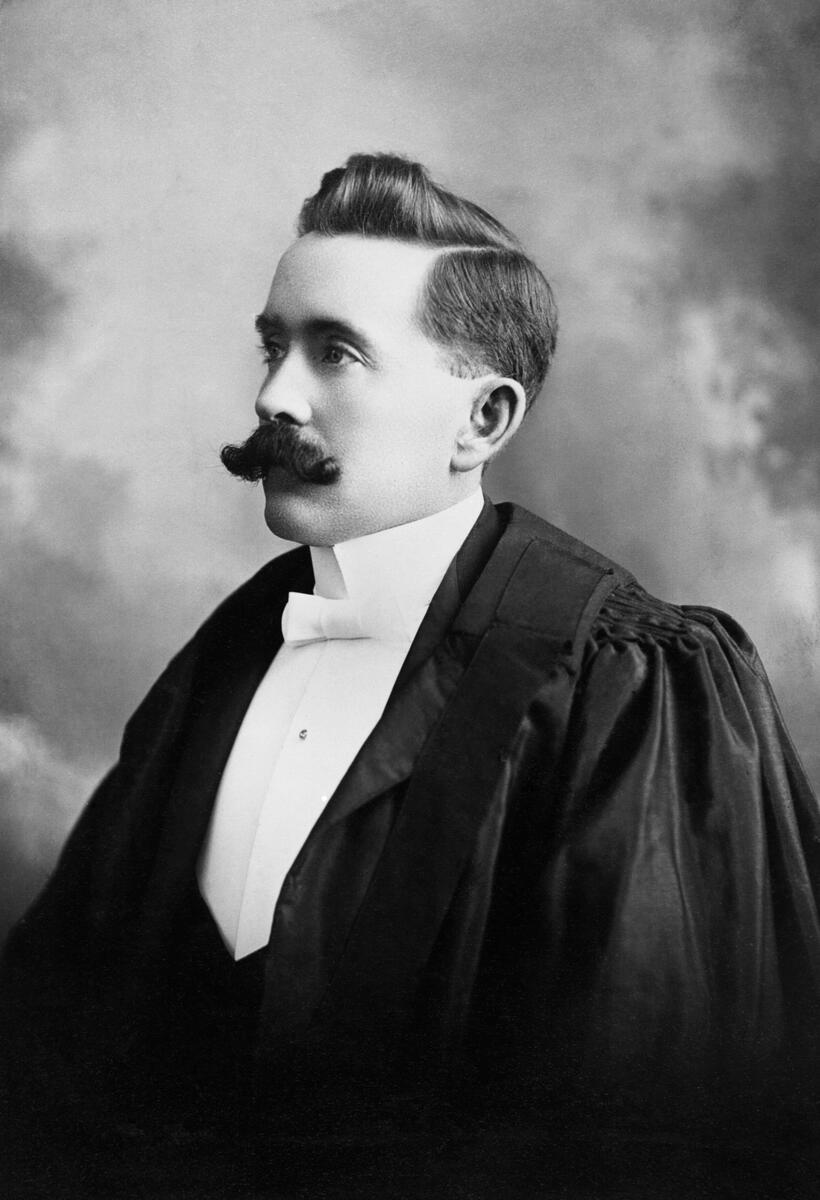
John R. Boyle, líder liberal, instou o governo federal a rejeitar as concessões de recursos naturais que Brownlee buscava

Brownlee tornou-se o principal negociador da província em questões de recursos em outubro de 1921. Embora as primeiras tentativas de chegar a um acordo tenham sido dificultadas pela falta de vontade das províncias marítimas de concordar com as necessárias emendas constitucionais, a menos que seus próprios subsídios anuais fossem aumentados, as negociações entre o governo provincial e federal continuaram intermitentemente ao longo dos anos 20. O primeiro-ministro liberal William Lyon Mackenzie King ocasionalmente parecia receptivo às demandas de Alberta, mas nunca concordou totalmente com eles. Uma possível explicação para isso é encontrada em uma carta de 1924 do líder do Partido Liberal de Alberta, John R. Boyle para King, explicando que a UFA provavelmente perderia a próxima eleição provincial para os liberais de Boyle "a menos que algo extraordinário aconteça. Essa coisa extraordinária que Greenfield quer acontecer agora é obter de você os recursos naturais de uma vez.  Apesar dessa carta, os lados pareciam próximos de um acordo no início de 1925: em uma conferência de janeiro, Alberta aceitou, em princípio, uma oferta federal de três anos de subsídio contínuo após a transferência dos direitos dos recursos. Depois de uma série exaustiva de reuniões entre Brownlee e o advogado federal, o acordo voltou aos governos para aprovação. Como Greenfield e Brownlee expressaram sua impaciência com a inação federal, uma reunião intergovernamental foi convocada em maio. A reunião prosseguiu em um ritmo calmo até junho, depois do qual King anunciou que seu gabinete gostaria que o verão considerasse o acordo em maior detalhe. Os albertanos voltaram para casa em desgosto..
As conseqüências do controle contínuo dos recursos de Alberta pelo governo federal se estenderam além do meramente financeiro. Como as cidades menores e áreas rurais de Alberta estavam sendo conectadas à rede elétrica, a Calgary Power fez uma solicitação ao governo federal para os direitos de hidrelétricas no alto rio Bow. Não querendo que esses direitos caiam em mãos privadas, Brownlee fez um requerimento em nome do governo de Alberta. Foi negado por Charles Stewart, o ministro federal do interior e o primeiro de Alberta quem o UFA tinha derrotado em 1921
Em 1924, o governo da UFA aprovou a Lei do Imposto Mineral, que taxava os detentores de direitos minerais a uma taxa de três centavos por acre. Os dois maiores detentores desses direitos, a Canadian Pacific Railway e a Hudson's Bay Company, instaram o governo federal a usar seu poder de glosa para acabar com a legislação. Quando o governo federal concordou, Brownlee protestou contra sua ação por três razões: primeiro, como imposto direto, a taxa proposta estava dentro dos direitos de Alberta, segundo a seção 92 da Lei Britânica da América do Norte de 1867, e era uma convenção constitucional para o governo federal exercer a recusa apenas quando a legislação impugnada era claramente inconstitucional. Em segundo lugar, a recusa permitia à província recorrer aos tribunais, onde a constitucionalidade da legislação podia ser testada. Terceiro, as razões declaradas do governo federal para desaprovar a legislação, que foram divulgadas tardiamente pelo ministro da justiça Ernest Lapointe, foram (de acordo com Brownlee) erradas e levaram Brownlee a sugerir que Lapointe, um advogado Québécois formado na tradição civil de sua província natal em vez do sistema de direito comum usado no resto do Canadá, não deve estar familiarizado com o sistema de posse da terra fora do Quebec. Os ataques de Brownlee foram rejeitados e a rejeição permaneceu.

## Da política agrícola
A UFA assumiu o cargo em um momento de seca nas regiões do sul da província. A pedido de Brownlee, o governo nomeou um painel de três pessoas, liderado por Charles Alexander Magrath, para investigar o problema. Em 1922, o governo aprovou a Lei de Socorro às Secas. A Lei, uma criação da Brownlee, criou um Comissário de Auxílio à Seca para quem os agricultores em áreas afetadas poderiam recorrer para aconselhamento financeiro e administração de ativos. Autorizou o ajustamento das dívidas dos agricultores a níveis que estavam dentro dos meios dos devedores, mas ainda suficientemente aceitável para os credores de que a sua vontade de fazer empréstimos não desapareceria por completo. Brownlee esperava que esse sistema proporcionasse aos agricultores afetados um sólido aconselhamento financeiro e facilitasse a divisão justa dos ativos dos agricultores entre os credores concorrentes, sem forçar os agricultores a pagar altas taxas legais. Em 1923, isso foi substituído pelo Ato de Ajuste da Dívida, que fortalecia os poderes do comissário e pretendia ampliar sua jurisdição sobre toda a província. Devido a oposição de credores, as partes do ato que tratam de outras áreas que não as atingidas pela seca nunca foram proclamadas.

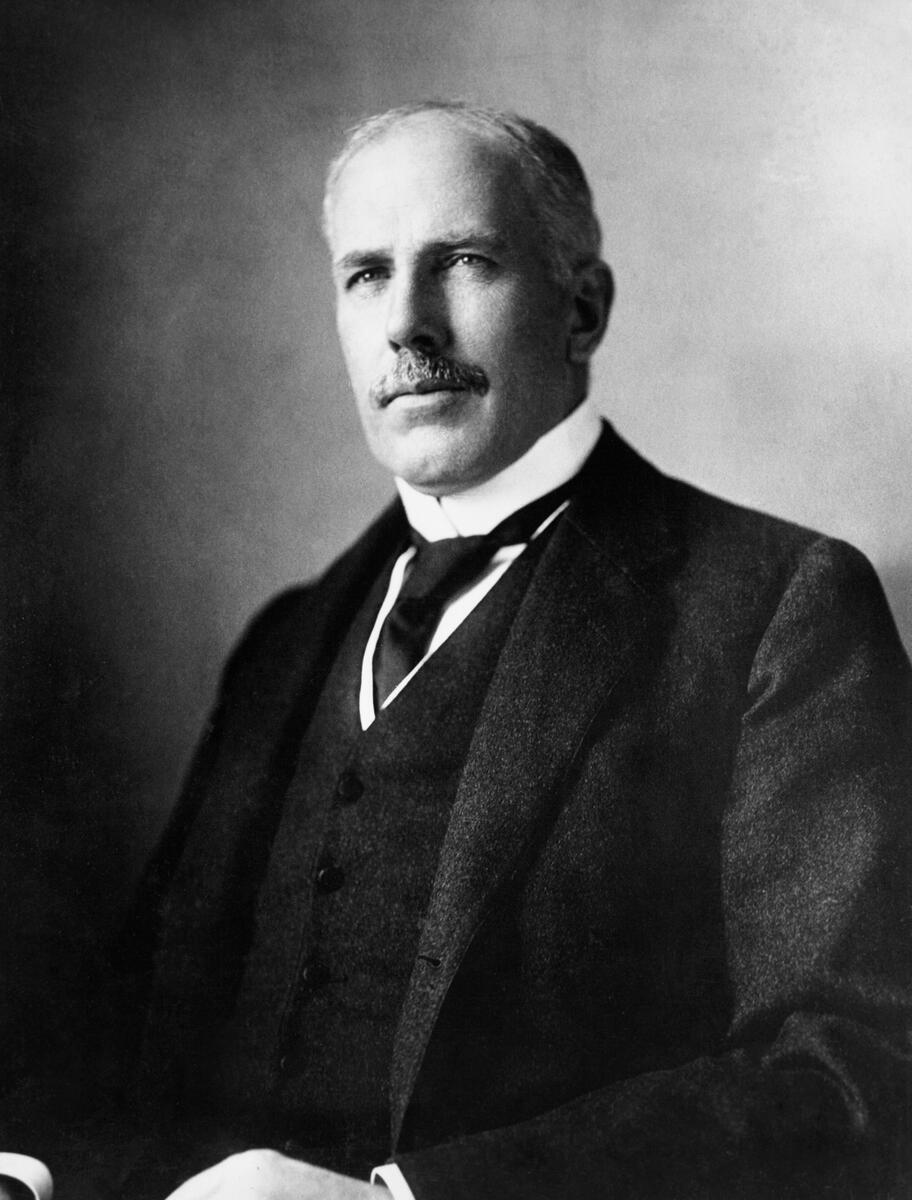
Carlos Alexandre Magrath encabeçou um painel encarregado de examinar o problema da seca no sul

A mudança de nome da legislação refletia a crença crescente de Brownlee de que os problemas financeiros dos agricultores se deviam a fatores mais sistêmicos do que a falta de chuva. Irritados com a decisão do governo federal de permitir que a primeira encarnação do Canadian Wheat Board (CWB) caísse, muitos agricultores albertanos começaram a defender o "pooling" de seu trigo, o que tornaria os agricultores individuais menos suscetíveis às maquinações dos especuladores de grãos. introduzindo marketing coletivo, com cada agricultor recebendo um preço médio, idêntico. Os agricultores de Saskatchewan e Manitoba foram mais inflexíveis quanto ao retorno da CWB. O primeiro-ministro King acabou concordando com sua recriação, contanto que pelo menos duas das cidades de Alberta, Saskatchewan e Manitoba aprovassem a legislação de habilitação e encontrassem o pessoal necessário para fazer parte da diretoria. Em junho de 1923, as províncias não haviam encontrado ninguém adequado. Interesse em pool experimentou um ressurgimento Em julho, uma reunião da UFA, da qual Brownlee participou como representante do governo, endossou a criação de uma reserva de trigo o mais rápido possível. Brownlee e seu colega de gabinete, Richard Gavin Reid, empreenderam uma investigação sobre a rapidez com que isso poderia acontecer, o que incluiu uma viagem a São Francisco para se encontrar com Aaron Sapiro, um líder americano cooperativo agrícola. Sapiro proclamou que uma piscina de trigo poderia ser organizada em poucas semanas, embora tanto Brownlee quanto Reid discordassem e voltassem ao Canadá comprometidos com a cautela. No entanto, na sua ausência, o Edmonton Journal e o Calgary Herald convidaram Sapiro para visitar Alberta, e seus discursos provocaram expectativas extravagantes entre os membros da UFA para ação imediata, a tempo da nova organização comercializar a safra de 1923.
Diante do zelo de seus membros, a liderança da UFA nomeou um comitê de 17 pessoas, incluindo Brownlee, para criar a Cooperativa de Produtores de Trigo de Alberta. A taxa de filiação seria de três dólares e a organização deveria trabalhar com organizações semelhantes em Saskatchewan e Manitoba O governo provincial - por insistência de Brownlee - e a UGG forneceram empréstimos iniciais. A UGG também assumiu a liderança ao concordar em deixar seus elevadores de grãos serem usados pelo pool, o que permitiu que Brownlee derrotasse os membros do comitê que pensavam que a nova empresa deveria adquirir seus próprios elevadores.
No final de agosto, era óbvio que as organizações em Saskatchewan e Manitoba não estariam prontas a tempo para a safra de 1923, e a comissão decidiu proceder sozinha. Determinou que, se os agricultores que representassem metade da área total de trigo de Alberta concordassem em reunir suas safras até 15 de setembro, o grupo prosseguiria. Brownlee acreditava que esse era um objetivo impossível. Apesar da natureza experimental e não comprovada do modelo e da organização ainda inexistente que foi executá-lo, este objetivo foi alcançado. Nascia o Alberta Wheat Pool. Na safra do ano seguinte, organizações semelhantes haviam se formado em Saskatchewan e Manitoba, e uma Agência Central de Vendas (CSA) foi formada para vender o trigo de todas as três províncias. O primeiro presidente da CSA, Alexander James McPhail (que Brownlee ajudou a selecionar), ofereceu a Brownlee o cargo de gerente geral da CSA, com o atraente salário de US $ 20 mil por ano (um número que Brownlee havia ajudado a definir). Por insistência de seus colegas do governo e da liderança da UFA, que sentiam que sua presença continuada em Edmonton era vital para o poder do governo da UFA, ele recusou. Em vez disso fez o conselho geral do CSA. Brownlee também estava fortemente envolvido na criação de uma poço de criação de gado e em três poços de laticínios, como uma espécie de "poolmania" que atingiu os fazendeiros de Alberta.

## Proibição e compras de domingo
Como Procurador Geral, Brownlee herdou a proibição implementada pelo governo liberal anterior. Enquanto a base da UFA e a opinião pública favoreciam a proibição, a lei existente estava cheia de lacunas e imposta de forma desigual. Alguns juízes, opositores da proibição, recusaram-se a condenar réus acusados de delitos de bebidas alcoólicas. A UFA havia prometido durante a campanha eleitoral para introduzir a proibição de fato, bem como na lei, e a tarefa coube a Brownlee. Inicialmente, ele resfriou as expectativas ao anunciar que não tinha interesse em fazer "qualquer movimento apressado ou insensato", seja na mudança da lei ou na alteração da aplicação da lei existente.

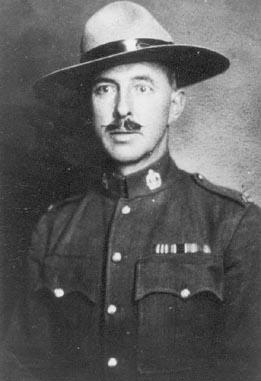
O assassinato em setembro de 1922 de Steve Lawson, da Polícia Provincial de Alberta, marcou um ponto de virada na política de proibição de Alberta. Como Procurador Geral, Brownlee processou agressivamente Emilio Picariello e Florence Lassandro pelo assassinato. Ambos foram enforcados

Em 21 de setembro de 1922, o policial Steve Lawson, da Polícia Provincial de Alberta, foi assassinado em sua casa em Blairmore pelo contrabandista Emil Picariello e sua companheira Florence Lassandra. Ele foi o terceiro policial morto em Alberta em incidentes relacionados a bebidas alcoólicas em 1922. O assassinato abriu uma brecha entre os albertanos de ascendência britânica, que viam o contrabando como uma afronta ao império da lei, mesmo que não apoiassem a proibição, e albertanos descendentes de europeus do sul e do leste, que acharam que a proibição era uma espécie de piada e bootlegging aceito. Brownlee autorizou o destacamento de policiais especiais para apreender Picariello e Lassandra. Uma vez que eles foram presos, ele apareceu pessoalmente no banco da promotoria ao lado de A. A. McGillivray, supostamente o melhor advogado de Alberta, cujos serviços ele garantiu especificamente para o caso. Picariello e Lassandra foram condenados e condenados à morte por enforcamento.
Na época de suas execuções, em maio de 1923, a opinião pública estava se voltando contra a proibição. O sentimento de que atividades criminosas como as de Picariello eram o resultado inevitável das leis de proibição se tornou popular, assim como a visão de que o governo deveria legalizar e regular as vendas de bebidas alcoólicas. Brownlee, moralmente favorável à proibição, começou a apoiar pessoalmente este curso, acreditando que a proibição era inexeqüível em face da ampla oposição pública. Um referendo de 1923 optou pelo fim da proibição. Em 1924, Brownlee orientou a Lei de Controle de Licor do Governo - elaborada com a assistência de R. B. Bennett, que recebeu US $ 1.000 por seus serviços - por meio do legislativo.
Como Procurador Geral, era responsável pela administração da Lei do Dia do Senhor, que proibia a maioria dos negócios aos domingos. Charles Huestis da Aliança do Dia do Senhor discordou dos concertos dominicais da Orquestra Edmonton, alegando que, ao abri-los apenas aos seus assinantes, ele cobrava de fato a admissão e que, pagando aos músicos honorários, eles os empregavam profissões aos domingos. Brownlee se recusou a processar, uma vez que os tribunais já haviam afirmado que os shows eram legais. Huestis respondeu que, como o procurador-geral deveria torná-los ilegais, ao que Brownlee respondeu que ele totalmente apreciou a importância do sábado e não precisa ser lecionado sobre o assunto por Huestis. Também houve reclamações sobre os agricultores violarem o ato trabalhando aos domingos. Brownlee achava que tais queixas eram frequentemente mais sobre conflitos entre vizinhos do que a preservação do sábado, e processavam apenas os casos mais gratuitos e flagrantes.

## Maquinações políticas e sucessão
Na eleição federal de 1921, 65 dos 235 assentos da Câmara dos Comuns do Canadá foram vencidos por facções progressistas e aliadas, incluindo a UFA, que ganhou as duas cadeiras que disputou. O primeiro-ministro liberal, William Lyon MacKenzie King, tinha apenas uma minoria e esperava contar com o apoio desses progressistas para governar. O líder progressista Thomas Crerar imaginou formar um governo de coalizão com os liberais, e sabia que ele seria esperado para fornecer membros do gabinete de Alberta, que haviam sido varridos pelos progressistas e partidos aliados. Não vendo nenhum "material do gabinete" entre os membros eleitos, ele enviou um emissário a Edmonton para convencer Greenfield ou Brownlee a entrar na política federal. Brownlee recusou e aconselhou Greenfield a fazer o mesmo, alegando que o abandono da política provincial logo após a eleição da UFA seria visto como uma traição.
Como as falhas de Greenfield se tornaram óbvias, Brownlee se viu apresentando propostas mais próximas de casa: em 1924, um grupo de MLAs da UFA insatisfeitos com Greenfield - incluindo George Johnston, George MacLachlan, William Shield, Donald Cameron, Oran McPherson e Austin Claypool - abordaram Brownlee para aconselhar ele que planejavam pedir ao premier que renunciasse em favor de seu procurador-geral. Para sua surpresa, Brownlee imediatamente disse a eles que, se Greenfield renunciasse, ele também o faria. Diante da recusa de Brownlee em cooperar com o golpe, os dissidentes cederam. Eles fizeram outra tentativa em 1925. Brownlee novamente ameaçou renunciar, mas desta vez foi persuadido por Henry Wise Wood a aceitar o cargo se Greenfield renunciasse por vontade própria. Greenfield garantiu a Brownlee que não queria o cargo de premier em primeiro lugar e ficaria feliz em vê-lo como seu sucessor. Diante dessas garantias, concordou em formar um governo e tornou-se primeiro-ministro de Alberta em 23 de novembro de 1925. Ele permaneceu Procurador-Geral até depois da eleição de 1926, quando nomeou o recém-eleito John Lymburn para substituí-lo.